# Gustav Graef

Gustav Graef

Gustav August Leopold Ludwig Graef (* 14. Dezember 1821 in Königsberg; † 6. Januar 1895 in Berlin) war ein deutscher Historien- und Porträtmaler.

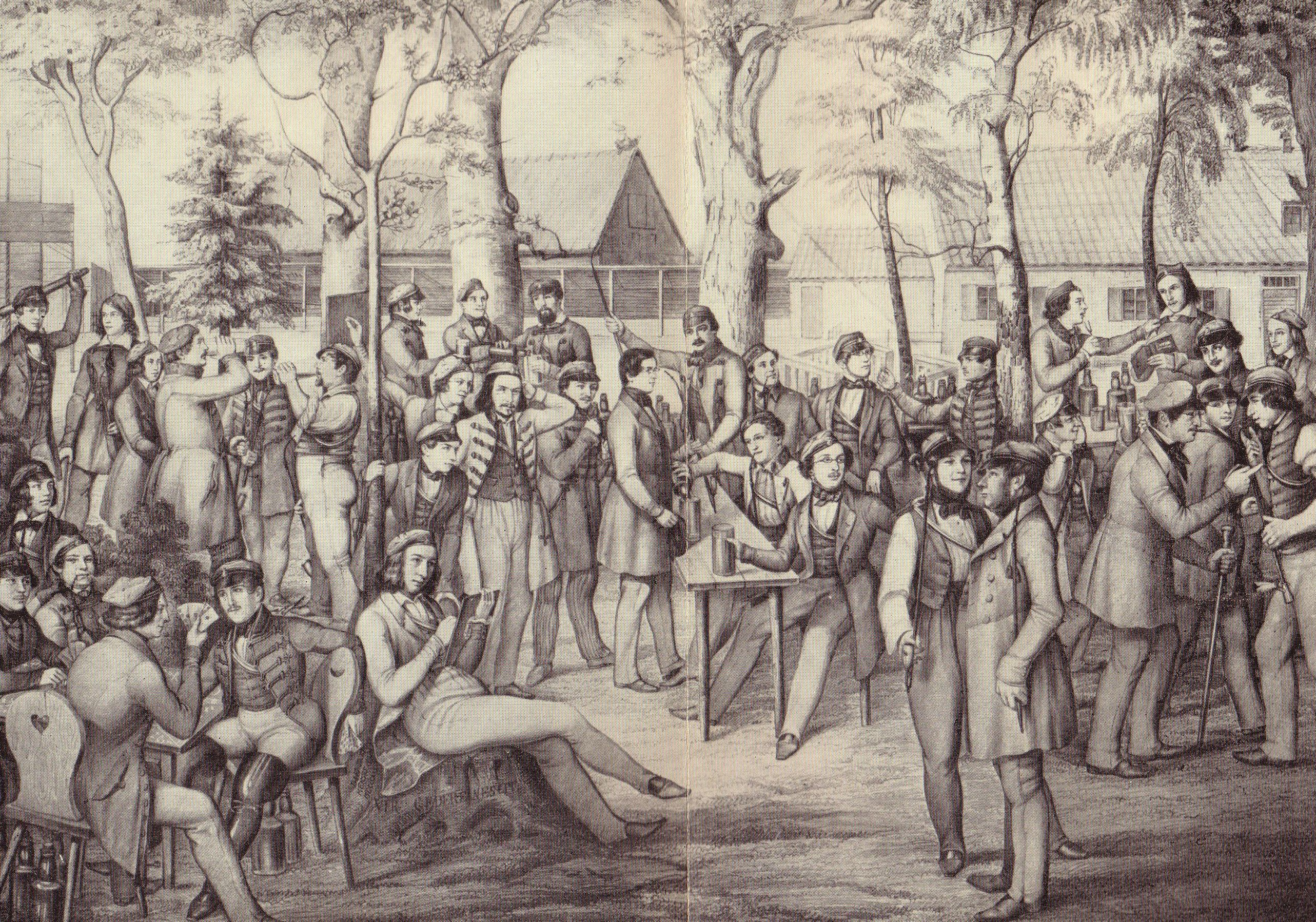
Die Normannia I an der Albertina (mit Selbstbildnis Graefs)

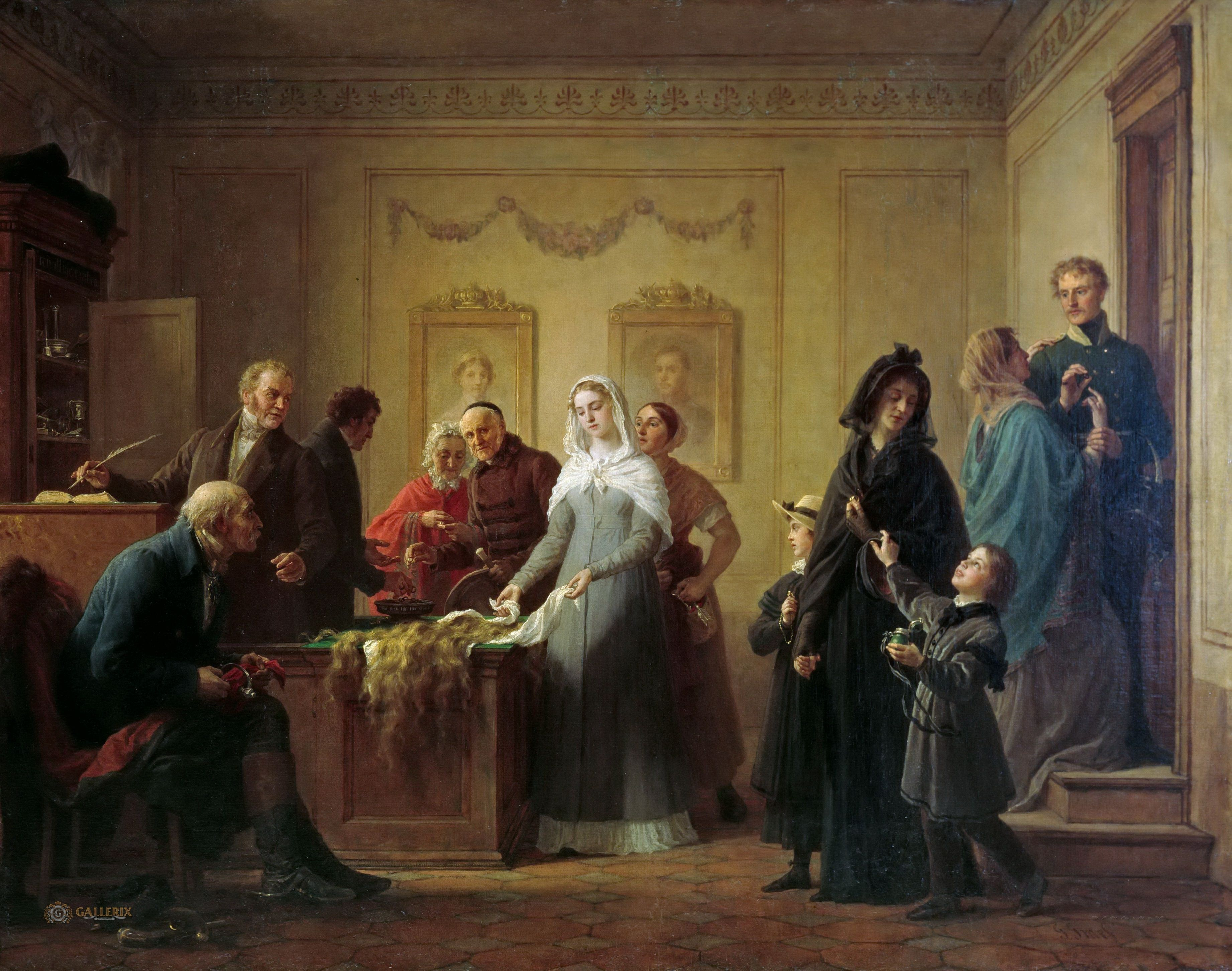
Ferdinande von Schmettau opfert ihr goldenes Haar auf dem Altar des Vaterlandes 1813, 1862

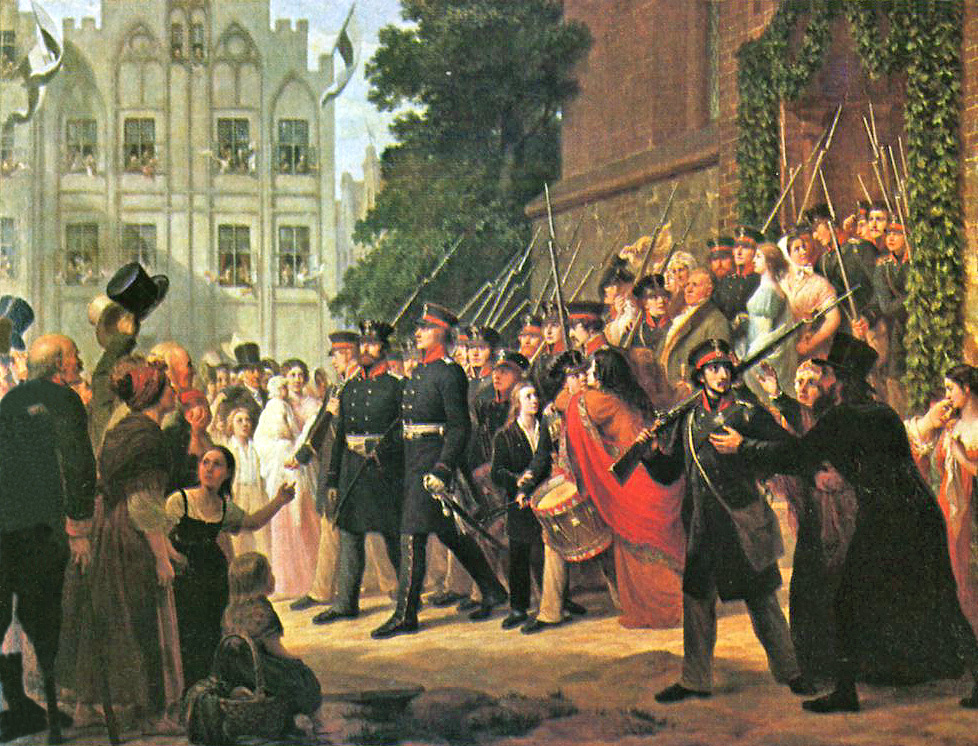
Der Auszug der ostpreußischen Landwehr ins Feld 1813 nach deren Einsegnung in der Kirche

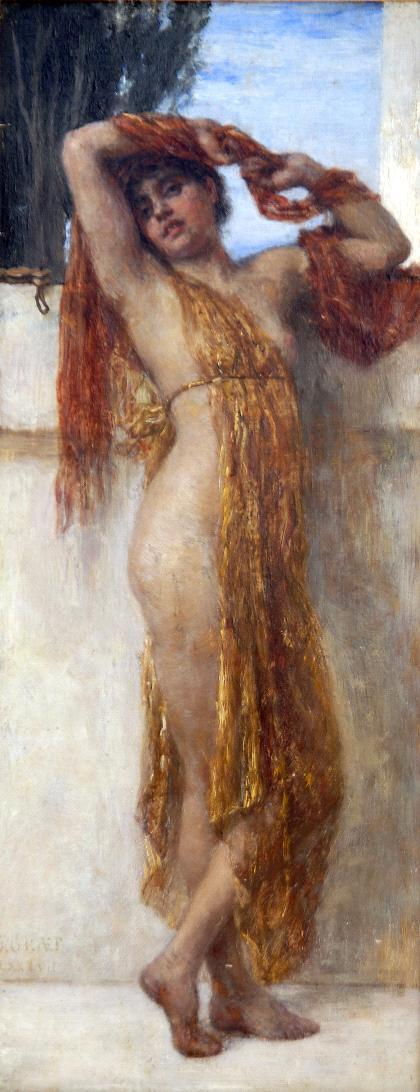
Orientalin, 1887

## Leben und Werk
In Königsberg (Preußen) war Gustav Graef seit 1842 begeisterter Angehöriger der Corpslandsmannschaft Normannia. Aus jener Zeit stammen viele Lithographien von (korporierten) Königsberger Studenten. Als Historien- und Porträtmaler wurde er in Düsseldorf  von Theodor Hildebrandt und Wilhelm von Schadow an der Königlichen Akademie ausgebildet. Er machte Studienreisen nach Antwerpen, Paris, München und Italien. Nach seiner Rückkehr nach Königsberg heiratete er die Malerin und Lithografin Franziska Liebreich (1824–1893), die einer bedeutenden jüdischen Familie entstammte und die er als Schülerin seiner Zeichenklasse in Königsberg kennengelernt hatte. Aus der Ehe gingen zwei Söhne und eine Tochter hervor. Der Sohn Botho Graef (1857–1917) wurde ein bekannter Kunsthistoriker, die Tochter heiratete den Maler Reinhold Lepsius und wurde selbst als Sabine Lepsius (1864–1942) eine bekannte Malerin, die engen Kontakt zum George-Kreis pflegte.
1849 erhielt Graef den Auftrag zur Umsetzung der Fresken Die Versöhnung Wittekinds mit Karl dem Großen nach einem Entwurf von Wilhelm von Kaulbach im Südkuppelsaal des Berliner Neuen Museums. Damit war auch der Umzug der Familie von Königsberg nach Berlin verbunden. Es folgte als weiterer großer Auftrag die Ausführung der Vier Herkulestaten für die Vorhalle des Alten Museum in Berlin. Sein zur damaligen Zeit bekanntestes Gemälde Ferdinande von Schmettau opfert ihr goldenes Haar auf dem Altar des Vaterlandes 1813, das auf die Kriege gegen Napoleon Bezug nimmt, schenkte Kaiser Wilhelm I. später der Nationalgalerie. Das Thema griff Graef auch in weiteren seiner Gemälde, unter anderem in Vaterlandsliebe im Jahr 1813 (98 × 125 cm) auf, das die Staatlichen Museen, Alte Nationalgalerie in Berlin besitzen. Ab 1862 wandte sich Graef vor allem idealisierten weiblichen Porträts zu, mit denen er großen kommerziellen Erfolg hatte. 1868 erhielt er einen Auftrag zu den drei großen historische Kompositionen Solon, Phidias und Demosthenes für die Aula der Albertus-Universität Königsberg. 1880 wurde er Mitglied der Preußischen Akademie der Künste, Berlin, Sektion für die Bildenden Künste. Mitten aus dieser erfolgreichen künstlerischen Arbeit heraus, wurde Graef im März 1885 verhaftet und in einem in der Berliner Gesellschaft vielbeachteten Prozess angeklagt, jedoch vom Vorwurf des Meineides und dem Missbrauch eines minderjährigen Modells freigesprochen. Der gesellschaftliche Rang der Familie, die vorher das gastfreundliche Haus eines Malerfürsten geführt hatte, erlitt durch den Prozess großen Schaden. Eine seiner Schülerinnen, die er in seinem Atelier im Palais Raczyński unterrichtete, war Mathilde Block.

## Werke in Museen (Auswahl)
- Nationalgalerie, Berlin: Ferdinande von Schmettau opfert ihr goldenes Haar auf dem Altar des Vaterlandes 1813, Öl auf Leinwand 125 × 98 cm
- Ostdeutsche Galerie, Regensburg: Der Auszug der ostpreußischen Landwehr ins Feld 1813 nach deren Einsegnung in der Kirche, 1860/61, Öl auf Leinwand, 101 × 131,5 cm
- National Portrait Gallery, London: Sir Francis Galton, 1882, Öl auf Holz, 70 × 54 cm[9]